# 尤班克斯角
尤班克斯角（英語：Eubanks Point），是南極洲的海岬，位於埃爾斯沃思地，處於洛思山西南面4公里，屬於瓊斯山的一部分，由明尼蘇達大學登山學會繪入地圖，現時由南極條約體系管理。